# エクシキューションアーズ・リターン
『エクシキューションアーズ・リターン』（Xecutioner's Return）は、2007年8月28日にキャンドルライト・レコードを通じてリリースされた、デスメタル・バンド、オビチュアリーによる7枚目のスタジオ・アルバム。
アルバムの名前は、かつてのバンド名「Xecutioner」に由来している。ギタリストのラルフ・サントーラ加入後の初アルバム。

## 収録曲
全作詞: ジョン・ターディ、全作曲: トレヴァー・ペレス、ドナルド・ターディ。
1. フェイス・ユー・ゴッド - "Face Your God" - 2:56
2. ラスティング・プレゼンス - "Lasting Presence" - 2:12
3. イーヴル・ウェイズ - "Evil Ways" - 2:57
4. ドロップ・デッド - "Drop Dead" - 3:35
5. ブラッドショット - "Bloodshot" - 3:25
6. シール・ユー・フェイト - "Seal Your Fate" - 2:30
7. フィール・ザ・ペイン - "Feel the Pain" - 4:31
8. コントラスト・ザ・デッド - "Contrast the Dead" - 7:01
9. セカンド・チャンス - "Second Chance" - 3:28
10. ライズ - "Lies" - 3:32
11. イン・ユー・ヘッド - "In Your Head" - 4:31

### 日本盤ボーナストラック
1. エクシキューションアー・リターンズ - "Executioner Returns" - 3:42
2. ドロップ・デッド (ライヴ) - "Drop Dead (Live)" - 4:28
3. イーヴル・ウェイズ (ライヴ) - "Evil Ways (Live)" - 3:08

## 参加メンバー
- ジョン・ターディ (John Tardy) – ボーカル
- ラルフ・サントーラ (Ralph Santolla) – リード・ギター
- トレヴァー・ペレス (Trevor Peres) – リズム・ギター
- フランク・ワトキンス (Frank Watkins) – ベース
- ドナルド・ターディ (Donald Tardy) – ドラム